# Boëge
Boëge és un municipi francès situat al departament de l'Alta Savoia i a la regió d'Alvèrnia-Roine-Alps. L'any 2007 tenia 1.540 habitants.

## Demografia

### Població
El 2007 la població de fet de Boëge era de 1.540 persones. Hi havia 564 famílies de les quals 142 eren unipersonals (91 homes vivint sols i 51 dones vivint soles), 174 parelles sense fills, 201 parelles amb fills i 47 famílies monoparentals amb fills.
La població ha evolucionat segons el següent gràfic:
Habitants censats

### Habitatges
El 2007 hi havia 720 habitatges, 574 eren l'habitatge principal de la família, 90 eren segones residències i 56 estaven desocupats. 554 eren cases i 166 eren apartaments. Dels 574 habitatges principals, 401 estaven ocupats pels seus propietaris, 157 estaven llogats i ocupats pels llogaters i 16 estaven cedits a títol gratuït; 13 tenien una cambra, 42 en tenien dues, 79 en tenien tres, 122 en tenien quatre i 318 en tenien cinc o més. 427 habitatges disposaven pel capbaix d'una plaça de pàrquing. A 240 habitatges hi havia un automòbil i a 291 n'hi havia dos o més.

### Piràmide de població
La piràmide de població per edats i sexe el 2009 era:
| Homes | Edats   | Dones |
| ----- | ------- | ----- |
| 0     | 95 o +  | 0     |
| 0     | 90 a 94 | 0     |
| 0     | 85 a 89 | 0     |
| 4     | 80 a 84 | 4     |
| 20    | 75 a 79 | 16    |
| 32    | 70 a 74 | 16    |
| 24    | 65 a 69 | 36    |
| 12    | 60 a 64 | 16    |
| 24    | 55 a 59 | 32    |
| 52    | 50 a 54 | 60    |
| 84    | 45 a 49 | 60    |
| 40    | 40 a 44 | 96    |
| 40    | 35 a 39 | 64    |
| 32    | 30 a 34 | 60    |
| 36    | 25 a 29 | 68    |
| 52    | 20 a 24 | 28    |
| 68    | 15 a 19 | 64    |
| 72    | 10 a 14 | 32    |
| 60    | 5 a 9   | 28    |
| 12    | 0 a 4   | 32    |

## Economia
El 2007 la població en edat de treballar era de 1.039 persones, 742 eren actives i 297 eren inactives. De les 742 persones actives 697 estaven ocupades (369 homes i 328 dones) i 45 estaven aturades (22 homes i 23 dones). De les 297 persones inactives 81 estaven jubilades, 94 estaven estudiant i 122 estaven classificades com a «altres inactius».

### Ingressos
El 2009 a Boëge hi havia 567 unitats fiscals que integraven 1.480,5 persones, la mediana anual d'ingressos fiscals per persona era de 21.606 €.

### Activitats econòmiques
Dels 99 establiments que hi havia el 2007, 1 era d'una empresa extractiva, 1 d'una empresa alimentària, 1 d'una empresa de fabricació de material elèctric, 3 d'empreses de fabricació d'altres productes industrials, 10 d'empreses de construcció, 19 d'empreses de comerç i reparació d'automòbils, 4 d'empreses de transport, 4 d'empreses d'hostatgeria i restauració, 1 d'una empresa d'informació i comunicació, 9 d'empreses financeres, 6 d'empreses immobiliàries, 11 d'empreses de serveis, 23 d'entitats de l'administració pública i 6 d'empreses classificades com a «altres activitats de serveis».
Dels 31 establiments de servei als particulars que hi havia el 2009, 1 era una oficina d'administració d'Hisenda pública, 1 gendarmeria, 1 oficina de correu, 4 oficines bancàries, 3 tallers de reparació d'automòbils i de material agrícola, 1 autoescola, 2 paletes, 3 fusteries, 3 lampisteries, 2 electricistes, 1 perruqueria, 4 restaurants, 3 agències immobiliàries i 2 salons de bellesa.
Dels 9 establiments comercials que hi havia el 2009, 1 era una gran superfície de material de bricolatge, 2 fleques, 2 carnisseries, 1 una peixateria, 1 una botiga de material de revestiment de parets i terra i 2 floristeries.
L'any 2000 a Boëge hi havia 12 explotacions agrícoles que ocupaven un total de 448 hectàrees.

## Equipaments sanitaris i escolars
El 2009 hi havia 1 centre de salut i 1 farmàcia.
El 2009 hi havia 1 escola maternal i 2 escoles elementals. Boëge disposava d'un col·legi d'educació secundària amb 389 alumnes.

## Poblacions més properes
El següent diagrama mostra les poblacions més properes.